# Емил Чупренски
Емил Тодоров Чупренски е български боксьор, двукратен европейски шампион, бронзов медалист от световно първенство.

## Биография и спортни успехи
Емил Чупренски е роден на 14 септември 1960 година в София.
Състезава се в категория до 60 kg, като през 1983 и 1985 година е европейски шампион, а през 1986 година се класира трети на световното първенство. През 1987 г. е европрейски вицешампион, същата година печели и купа „Странджата“ за най-добър боксьор на турнира. На Олимпийските игри в Сеул през 1988 г. достигна до четвъртфиналите.
Състезател на „Славия“. Заслужил майстор на спорта.
Умира на 30 май 2025 година.